# Libs of TikTok
 (décembre 2024).
Libs of TikTok est un compte X (Twitter) d'extrême droite, anti-LGBT, appartenant à Chaya Raichik, une ancienne agente immobilière qui reposte du contenu créé par des personnes de gauche et LGBT+ sur TikTok et sur d'autres plateformes de réseaux sociaux en les commentant de manière hostile, moqueuse ou dénigrante,. Le compte, également connu sous le pseudonyme @libsoftiktok, compte plus de 1,5 million de followers en novembre 2022 et est devenu influent parmi les conservateurs américains et la droite politique,,. Raichik affirme gérer le compte par elle-même à plein temps et vit à Los Angeles. Le compte Libs of TikTok a été suspendu temporairement à plusieurs reprises sur différents réseaux sociaux et de manière permanente de TikTok,,,.
Les publications du compte ont conduit à du harcèlement envers des enseignants, du personnel médical et des hôpitaux pour enfants,,. Le compte a répandu de fausses allégations et des commentaires haineux, notamment concernant des opérations médicales sur des enfants transgenres,,. Libs of TikTok fait régulièrement référence aux personnes LGBT, ainsi qu'aux personnes œuvrant pour la santé mentale ou l'éducation sexuelle des personnes LGBT, en tant que « groomers » — de manière métaphorique, des manipulatrices et manipulateurs,,,,,. Les fans et les partisans de Libs of TikTok considèrent que le compte ne fait que diffuser du contenu concernant une « idéologie du sexe et du genre » qui était déjà par ailleurs accessible au public,,,.
En janvier 2024, Raichik est nommée conseillère au comité des bibliothèques publiques de l'Oklahoma.

## Contenu des propos tenus sur le compte
Libs of TikTok est catégorisé comme de droite,, d'extrême droite, conservateur et extrémiste. Le Times de Londres a qualifié le compte de « provocateur à la Twitter ».
Les premiers contenus de Libs of TikTok consistaient en des reposts de vidéos progressistes à propos d'Anthony Fauci et de la vaccination, et en la dénonciation d'une certaine hypocrisie de la part des progressistes et de la « wokeness ».
Libs of TikTok est ouvertement pro-conservatisme et use de la rhétorique anti-LGBT. En référence à une école maternelle qui a organisé une marche des fiertés, Chaya Raichik a déclaré sur son compte : « Arrêtez d'envoyer vos enfants dans des camps d'endoctrinement »,. Elle a encouragé ses followers à contacter les écoles qui permettaient aux étudiantes transgenres d'utiliser les toilettes correspondant à leur identité de genre,.
En décembre 2024, elle s'en prend à l'encyclopédie Wikipédia qu'elle qualifie de « Wokepedia ». Sa publication est republiée par le milliardaire conservateur Elon Musk qui appelle à ne plus donner à Wikipédia.